# Ербас A330
Ербас A330 (енгл. Airbus A330) је широкотрупни млазни авион средњег до дугог долета, којег производи компанија Ербас. Варијанте Ербаса A330 имају долет од 5.950 до 13.430 километара и могу да приме до 335 путника у две путничке класе те да понесу и до 70 тона терета.
Историја A330 почиње 1970-их када је Ербас произвео свој први млазњак — Ербас 300. Ербас A330 је развијан упоредо са Ербасом A340, тако да ова два авиона имају велике сличности у конструкцији, али се разликују по броју мотора. Оба авиона имају уграђене електричне команде лета, које су прво примењене на Ербасу A320, као и пилотску кабину која поседује 6 дисплеја (такође преузету са A320). Јуна 1987. године, Ербас је примио поруџбине од разних купаца, па је тада покренут програм 330&A340. Ербас A330 је први Ербасов авион који је нудио могућност избора између три различита мотора: Џенерал електрик CF6, Прат & Витни PW4000 те Ролс-Ројс Трент 700.
Ербас 330-300 је први пут полетео новембра 1992. године, а у службу је ушао са авио-компанијом Ер Интер, јануара 1994. године. Скраћена варијанта 330-200 је пуштена у продају 1998. године. Поред ове две варијанте, развијена је и теретна — A330-200F — те војни танкер — A330 MRTT.
Од пуштања у продају A330, Ербас је постао конкурентан на подручју широкотрупних млазњака, такмичећи се са Боингом 767, 777, али и са 787 који је ушао у службу 2011. године.

## Развој

### Историјат
| Ербас               | 300            | 310         | 320            | 330         | 340        |
| ------------------- | -------------- | ----------- | -------------- | ----------- | ---------- |
| Први назив пројекта | –              | B10         | SA2            | B9 (TA9)    | B11 (TA11) |
| Деби                | 1972.          | 1983.       | 1988.          | 1994.       | 1993.      |
| Труп                | Широк          | Широк       | Узан           | Широк       | Широк      |
| Број мотора         | 2              | 2           | 2              | 2           | 4          |
| Долет               | Кратак/ Средњи | Средњи/ Дуг | Кратак/ Средњи | Средњи/ Дуг | Дуг        |

Ербасов први млазњак — A300, био је замишљен као члан разнолике породице Ербасових комерцијалних летелица. Раних ’70-их, почела су истраживања о могућим варијантама Ербаса A300. Пре почетка производње A300, Ербас је осмислио имена за могуће варијанте овог модела — од A300В1 до A300В9. Десета варијанта A300В10 из 1973. године развијена је у Ербас 310. Ербас се тада концентрисао на развој ускотрупне серије авиона, која је касније названа „A320 фамилија”, прва група комерцијалних летелица са електричним командама лета. Касније је Ербас радио упоредо на развоју ускотрупних и широкотрупних авиона.
Средином ’70-их, Ербас је почео развој A300B9, веће варијанте A300, која је касније постала A330. То је била варијанта продуженог A300 модела са истим крилима те најјачим турбомлазним моторима. Тржиште за ову летелицу је било оно на којима је летео Макдонел Даглас DC-10, али је постојао захтев за авионом који је био 25% ефикаснији. Ербас 330 је био предвиђен да замени -10 и Локид L-1011 трајстар, као и A300 са средњим долетом.
Упоредо је развијан и млазњак са четири мотора и приближно 200 седишта, који је касније постао Ербас A340. A340 је првенствено развијан како би заменио ускотрупне Боинг 707 и Даглас DC-8, али је касније одлучено да ће овај модел бити замена за тржишта на којима се користе широкотрупни авиони. Развој A330 и A340 упоредо је резултовао тиме да су обе летелице имале исти труп и крила, што је Ербасу уштедело 500 милиона долара. У Северној Америци популарни су били млазњаци са два мотора, у Азији са четири, а у Европи тржиште је било подељено. Ербас је касније на прво место ставио варијанту са четири мотора, понајвише због ограничења која су постојала за млазњаке са два мотора, али и могућности да авион када је празан лети са једним неактивним мотором. Као резултат тога, развој A340 (тада познатог под именом TA11) стављен је испред развоја A330 (тада познатог као TA9).

### Конструкција

#### Технолошке иновације
На Ербасу A330 примењене су многе технолошке иновације. Међу њима је био и систем електричних команди летења, први пут примењен код широкотрупца. Уместо класичне управљачке палице у облику слова „U“, која је причвршћена за под испред седишта пилота и копилота код претходних Ербасових широкотрупаца, овде је управљачка палица постављена лево, односно десно од седишта пилота и копилота. Ербас A330 је имао стаклену пилотску кабину која је користила CRT и касније LCD мониторе, који су временом заменили аналогне инструменте. Делови трупа су израђени од композитних материјала. Ербас 330 има такозвани FADEC систем у коме се контрола мотора и праћење рада врши рачунар.

#### Систем контроле летења
Ербас 330 има дигитални систем контроле летења који се састоји од више компјутеризованих система које контролише управљачка палица и педале у пилотској кабини — које контролишу кормило. Нема никаквих механичких конекција са више контролних површина. Све контролне површине се контролишу уз помоћ три независна хидраулична система (жутог, зеленог и плавог). Све контроле су у потпуности дигитализоване све операције извршавају пет независних рачунара. Ербас је предвидео пуно електронских безбедносних рутина, како би се летелица заштитила од необуздивих услова летења. Ово је први пут да се овакав систем користи код широкотрупца. Користећи овај систем Ербас A320 и Ербас A330 су имали сличне пилотске кабине, па је омогућено да пилот са A320—ице после кратке обуке добије дозволу да лети на Ербасу 330.

#### Труп
Начин конструисања и пречник трупа преузети су са програма 300/310. Труп је продужен и прилагођен позицијама врата на Ербасу A330. Труп је израђен од алуминијума и подељен је на делове, како би се олакшао њихов транспорт до производног погона где ће бити склопљени. Цео труп је током лета под константним притиском, осим репног дела и дела где се налази стајни трап. Ербас 330 има укупно 8 врата и сва поседују неопходну опрему како би се могла користити у случају нужде.

#### Шасија
Шасија на Ербасу A330 се састоји од једне осовине, где предња нога стајног трапа има 2 точка, а главне по 4. При конструисању шасије предвиђено је да авион има само—увлачећи стајни трап, којим управља хидраулични систем. Предњи трап се користи за управљање приликом таксирања и опремљен је кочионим дисковима од ојачаног угљеника, са којима су опремљене и задње ноге стајног трапа. Кочнице су опремљене ABS кочионим системом.

##### Ентеријер и теретни простор
Ербас A330 има пресек трупа као и Ербас A300/310, па је тако и распоред седишта исти. У класичном распореду у економској класи попречно има 8 седишта у распореду 2-4-2. У бизнис класи попречно има 7 седишта у распореду 2-3-2, док је у првој 6 седишта постављено попречно у распореду 2-2-2. У зависности од потреба авио компанија распоред може бити измењен, па је тако код неких компанија у авионима постављено 9 седишта попречно са распоредом 3-3-3 у тзв. згуснутој економској класи. Авио компанија Скајмарк ерлајнс је на својим A330-ицама имала у понуди премијум економску класу где је попречно било постављено 7 седишта са распоредом 2-3-2. Неке компаније такође имају конфигурације где се у луксузнијој првој класи налазе 4 седишта попречно са распоредом 1-2-1 и луксузнијој бизнис класи 6 седишта попречно и распоредом 2-2-2.
Прве Ербасове 330-ице су биле опремљене вакуумским тоалетима и имале су најновију опрему за помоћ људима у инвалидским колицима. Авио-компанијама су у свим класама доступна седишта која у свом задњем делу имају уграђене LCD екране, које путници могу користити за комуникацију са другим путницима, гледање разних програма (телевизијских канала, филмова, серија и сл.). Изнад седишта путника се налазе кабине за додатни пртљаг и ту путници могу остави ствари које су унели у авион. Током 20 година присуства Ербаса A330 ентеријер је доживео бројна побољшања, па су тако кабине изнад седишта смањене како би простор био прозрачнији и комфорнији, и додата је LED расвета која мења боје током лета.
У доњем делу трупа се налази простор за терет, који је подељен на два дела - део испред и иза главног стајног трапа; Врата теретног простора се налазе са десне стране трупа — на предњем делу авиона, за предњи теретни простор и на задњем делу авиона за задњи теретни простор. У поду теретног простора уграђен је систем ваљака, који олакшава распоред теретних контејнера. Теретни простор је прилагођен и може да прими LD3 теретне контејнере, који су у широкој примени у авио индустрији, као и палете димензија 244×318 cm. Ербас A330 има велики теретни капацитет, сличан ономе на Боингу 747. У теретни простор се може уградити и просторија за одмор пилота и кабинског особља (са до 7 кревета), на авионима који се користе на дужим линијама и где је потребна ротација летачког особља.

#### Крило
Ербас А330 је конструисан као нискокрилна летелица са савитљивим крилима. Ербас је крила посебно развио за програм A330/340, али је искоришћено искуство развоја крила А310-ице. Крила су предвиђена за авионе који би се користиле на дугим летовима — са релативно високим долетом. Конструкција крила омогућава минималан отпор ваздуха што побољшава економичност. Разлике између крила Ербаса A330 и A340 су минималне (A340 носи 4 мотора на крилима). Авион има стреласто крило замахнуто уназад са углом стреле од 30°.
Крила су чврсто причвршћена за сандук трупа. У сваком крилу се налазе два резервоара за гориво. Ербас 330 има и централни резервоар у трупу, па је укупни капацитет свих резервоара 135.000 l горива. Панели, спољашња закрилца, спојлери и елерон су израђени од композитних влакана. Као помагала при лебдењу, авион има преткрилца која су прекинута код носача мотора. Крила пре полетања могу бити одмрзнута уз помоћ топлог ваздуха из мотора. Закрилца се налазе на задњем крмку крила. Елероне покрећу два независна хидраулична система и користе се и као ваздушне кочнице. На врховима крила се налазе винглете које смањују отпор ваздуха и тиме побољшавају економичност.

#### Мотори
Приликом куповине Ербаса A330 купцима је дат избор између три мотора: Џенерал Електриковог CF6, Прат & Витнијевог 4000 и Ролс Ројсовог Трента 700. Последња два су посебно развијена за Ербас A330.
| Мотор                 | Џенерал Електрик 6-80 | Прат & Витни 4000-100 | Ролс Ројс Трент 700 |
| --------------------- | --------------------- | --------------------- | ------------------- |
| Дужина                | 4,267 m                | 4,143 m                | 3,912 m              |
| Пречник вентилатора   | 2,440 m                | 2,540 m                | 2,470 m              |
| Потисак               | 293 до 310            | 287 до 305            | 300 до 316          |
| Маса                  | 5.091                 | 5.661                 | 4.785               |
| Цена (милиона долара) | 16 до 17              | 24 до 28              | 35,5 до 37,5        |

Ролс Ројсов Трент 700 је у примени код 53% примерака Ербаса A330, а међу корисницима се налазе Иџиптер, Луфтханза, Галф ер, Етихад ервејз и други. Остала два мотора се користе у 47% случајева — CF6 између осталих користе Ер Франс и Квантас, док PW4000 користе Чајна садерн, Ер Берлин и Коријан ер. Разлог због кога се Ролс Ројсов мотор користи у већини случајева је то што је најлакши мотор у понуди, а производи највише потиска. Због димензија и конструкције Трента 700, постигнут је минималан отпор ваздуха и смањена је употреба керозина. Иако CF6 кошта упола мање од Ролс Ројсовог ривала, он има веће димензије и самим тим изазива већи отпор ваздуха. Џенерал Електриков PW4000 је најтежи мотор у понуди и није веома популаран у примерни, због тога што тежина мотора смањује долет.

#### Реп
Реп Ербаса A330 је конструисан као самоносиви — конвенционални реп са вертикалним стабилизатором и кормилом. Реп нема могућности самоодмржњавања. Кормило је преузето са 310 и израђено је од угљених влакана. Хоризонтални стабилизатор је постављен на труп и чине га алуминијумска хоризонтална крма, док је остатак направљен од композита (угљеничних влакана). У реп је уграђен у резервоар (који се може користити за додатно гориво), што је већ примењено код Ербаса A310. Током лета функције репа и расподелу горива између свих (па и репног) резервоара контролише рачунар.

### Производња и тестирање
Приликом припрема за производњу A330&A340—ице, Ербасови партнери су начинили велика улагања у нове производне погоне. У Енглеској, је Бритиш ероспејс (енгл. British Aerospace) уложио око 7 милиона фунти у изградњу техничког центра од 15.000 m² у Филтону; такође је уложено и 5 милиона фунти за производну линију крила у Честеру. У Немачкој, Месершмит-Белков-Блом уложио је 400 милиона немачких марака у изградњу производних погона уз реку Везер; они су се налазили у Бремену, Ајнвардену, Фарелу и Хамбургу. Француска је начинила највећа финансијска улагања са Аероспиталом (фр. Aéropostale), тако што је изграђена финална производна трака у Коломји, код Аеродрома Тулуз, што је коштало 2,5 милијарде франака или 411 милиона долара. До новембра 1988. године стубови за нову халу за монтажу названу по Клемену Адеру су били подигнути. На процесу монтаже истакнута је аутоматизација, присуством робота који су бушили рупе и уграђивали причвршћиваче током спајања крила са трупом.
Ербас је 12. марта 1987. године примио прву поруџбину за свој нови авион. Домаћа француска фирма, Ер Интер, је поручила 5 примерка и склопљен је споразум по коме су могли да поруче још 15, док је Таи ервејз поручио 8, од којих су 4 примерка обухваћена споразумом. Ербас је следећег дана изјавио да ће програм 330&A340 бити формално отпочет до априла 1987. године. Најављено је да ће испоруке Ербаса A340 почети маја 1992. године, а Ербаса A330 — 1993. године. Нортвест ерлајнс је 31. марта исте године са Ербасом склопио споразум у коме је изразио намеру да купи 20 Ербаса A340 и 10 Ербаса 330.
Бритиш ероспејс је од владе Уједињеног Краљевства за конструкцију крила добио 450 милиона фунти, доста мање од прво захтеваних 750 милиона. Немачка и Француска влада су такође финансијски допринеле пројекту. Ербас је такође склопио уговоре са фирмама у Аустралији, Аустрији, Канади, Кини, Грчкој, Италији, Индији, Јапану, Јужној Кореји, Португалу, Сједињеним државама и Југославији. Са сада већ стабилним притоком новца, Ербас је званично отпочео програм 330&A340 на 5. јун 1987. године, мало испред Ваздухопловног скупа у Паризу. Тада је Ербас имао 130 поруџбина од стране 10 купаца, укључујући и закуподавца — Међународну закупну финансијску корпорацију. Од свих поруџбина, 41 се односила на A330. Катеј пацифик се 1989. године придружио купцима, поручивши прво 9, па касније 11 примерка.
Склапање крила и трупа је почело средином фебруара 1992. године. Прва летелица, премазана анти корозивном фарбом је изашла из фабрике 31. марта исте године, без Џенерал Електрикових мотора, који су намонтирани до августа. Током испитивања, крило није прошло тест, али су касније инжењери Бритиш Ероспејса решили проблем. На Ваздухопловном скупу у Фарнбороу, Нортвест је одгодио испоруку поручених A330-ица за 1994. годину, након што је отказао поруџбине за тип A340.
Први завршен Ербас A330 је изашао из фабрике 14. октобра 1992. године, а први лет је обављен 2. новембра. Са масом од 181.840 kg (укључујући 20,980 kg опреме), Ербас A330 је био најтежи двомоторац који је икада летео и ту позицију је држао све до првог лета Боинга 777. Лет током кога су тестирани брзина, висина и остале конфигурације лета, трајао је 5 сати и 15 минута. Ербас је намеравао да се у програму испитивања користе 6 летелица и планирано је да буде обављено 1.800 сати лета. Ербас је од Заједничких ваздухопловних власти и Федерална ваздухопловне администрације (енгл. Federal Aviation Administration), 21. октобра 1993. године добио сертификат након 1.114 сати лета и 426 извршених летова. У исто време су пристигли резултати тестирања масе авиона, који су били позитивни с обзиром на то да је авион био 500 kg лакши у односу на планове.
Након тога се на 30. јун 1994. године догодио инцидент, када се A330 опремљен Прат & Витнијевим моторима срушио надомак Тулуза. Лет је обављен како би се испитали одговори аутоматског пилота на најгори могући сценарио где је један мотор био онеспособљен и центар равнотеже близу граница. због дисбаланса у распореду масе. Убрзо након полетања, пилоти су имали проблема да подесе аутоматски пилот, авион је притом почео да пионира и срушио се. Истрага од стране француског Генералног директората за ваздухопловство (фр. Direction Generale d'Aviation) је донела закључак да се несрећа догодила због спорих реакција пилота током поновног постизања брзине. У овој несрећи погинуло је 2 пилота и 5 путника. Резултат тога је била промена оперативних процедура Ербаса 330.

### Улазак у службу
Први комерцијални лет Ербас A330 је имао 17. јануара 1994. године између Орли аеродрома у Паризу и Марсеља, а у служби Ер Интера. Доставе Малејша ерлајнсу и Тај ервејз интернашоналу одложене су како би се решили проблеми са негативним потиском на моторима PW4168. Тај ервејзу је први A330 достављен у другој половини године и летео је на линијама од Бангкока до Тајпеја и Сеула. Катеј Пацифик је примио свој први A330 опремљен Трент 700 моторима 22. децембра 1994. године. Малејша ерлајнс је први A330 добила 1. фебруара 1995. и након тога је прераспоредила своје остале доставе.
Ербас је намеравао да 330 буде конкурентан на ETOPS тржишту, на којем је доминирао Боинг 767. Ербас је намеравао да A330 буде конкурентан на тржишту двомотораца дугог долета (ETOPS). Главним конкурентом је сматран Боинг 767. ETOPS је стандард по коме одређени авиони имају дозволе да лете на дужим линијама, без потребе за диверзионим аеродромом (аеродром који се користи у случају да авион мора да се приземљи). Ербас је полако повећавао ETOPS дозволу за A330. Ербас је сматрао да су A340 и A330 скоро идентични авиони, осим броја мотора, тога су коришћени сати лета прикупљени на A340-ици, приликом добијања ETOPS дозволе за A330. Планирано је да се авион не буде удаљен 90 минута од диверзионог аеродрома приликом уласка у службу; То време је касније повећано на 120 минута након прикупљених 25.000 сати летења, па на 180 минута, након 50.000 сати летења 1995. године. Ер Лингус и Катеј Пацифик су допринели стицању ове дозволе, јер су своје летелице користиле на прекоокеанским летовима. У новембру 2009. године, A330 је постао први авион који је добио ETOPS–240 дозволу.

### Даљи развој
Као одговор на опадање продаје и интереса за варијанту —300, све веће присуство Боинговог 767—300 и потребе авио компанија за мањим авионима већег долета, Ербас је конструисао мању варијанту 330-200. Првенствено ја варијанта —200 била позната као A329 и A330M10. Ова варијанта би имала оперативне трошкове мање за 9% у односу на 767—300ER. Долет авиона је био 11.900 km и за тај сектор је Ербас предвидео потребу од 800 летелица између 1995. и 2015. године. Цена пројекта је била предвиђена на 450 милиона долара и одобрен је од стране Ербаса на 24. новембар 1995. године.
Ербас А330—200 је први пут полетео на 13. август 1997. године. Период добијања сертификата је трајао 16 месеци током којих је обављено 630 сати тест летења. Први купац ове варијанте је била Међународна закупна финансијска корпорација; Те летелице је прва изнајмила авио компанија Канада 3000.
Док је Ербас радио на варијанти —200, почели су да се појављују проблеми са хидрауличним пумпама на A330&340-ицама, које су биле оперативне у том тренутку. Претпоставке су биле да је овај проблем уништио Ер Франсов Ербас A340-200, јануара 1994. године. На 4. јануар исте године Малејша ерлајнс је послала свој A330-300 на регуларно одржавање на Аеродрому Чанги у Сингапуру. Авион је прогутао пожар који је почео на десној нози главног стајног трапа. То је изазвало штету од 30 милиона долара и 6 месеци рада је било потребно да се штета отклони. Касније, јануара 1997. године, оператерима је саветовано да онеспособе електричне пумпе.
Неколико пута се догодило да се мотори Трент 700 који су покретали A330-300 угасе у току лета. На 11. новембар 1996. године авион Катеј Пацифика је морао због тог проблема да се врати у Хо Ши Мин. Катеј Пацификова ћерка компанија Драгонер је била суочена са истим проблемом 17. априла 1997. године због накупљања угљеника на филтеру за уље. Потом је Катеј пацифик сам себи суспендовао ETOPS 120-минутну дозволу. Још један слични инцидент се догодио Катеј пацифику 6. маја током успона због квара машине за трансмисију мотора произведену од стране Хиспано—Суиза (шп. Hispano-Suiza). Три дана касније Катеј пацификов A330 је током успона из Банкока је искусио пад уљног притиска, што је резултовало у гашењу мотора и авион је морао да се врати у Банкок. Разлог је касније откривен и закључено је да је дошло до металне контаминације главног интегралног кола на мотору. Након петог отказивања мотора у лету 23. маја, Катеј пацифик и Драгонер су одлучили да приземље своје A330-ице на две недеље, што је проузроковало многе проблеме у функционисању компанија, јер су ове летелице превозиле 15% њихових путника. Ролс-Ројс и Хиспано—Суиз су развили реконструисани систем за подмазивање, како би се проблем превазишао.
Због мањка продаје теретњака A300—600F и A310F, Ербас је кренуо у развој A330-200F, теретну варијанту A330-200, 2001. године. Теретњак би имао домет од 7.400 km са 65 t терета или 5.900 km са 70 t терета. Авион користи исти стајни трап као и варијанта -200, али је предњи део реконструисан ради лакшег утовара терета.
Ербас 330-200F је први пут полетео 5. новембра 2009. године. Тог дана је отпочет тест програм стицања сертификата који је трајао 4 месеца и током кога је извршено 180 сати лета. Заједничке ваздухопловне власти и Федерална ваздухопловна администрација (енгл. Federal Aviation Administration) требало је да дају свој сертификат у марту, али је ЗВВ одложила давање сертификата за април. Етихадова дивизија за превоз терета — Етихад Карго, је била прва авио компанија која је добила овај авион, јула 2010. године.
Ербас је фебруара 2011. године донео одлуку да ће постепено повећавати производњу, па је тако она повећана са седам и по летелица месечно у 2011. години на десет летелица у априлу 2013. године. Ербас никада није производио било који широкотрупац тим интензитетом. Планови су тада били да се продаја овог авиона настави до 2020. године и да ће Ербас A350-900 заменити старије летелице варијанте -300.
Ербас је испоручио свој хиљадити A330 Катеј пацифику, 19. јула 2013. године. Ово је био први Ербасов широкотрупац који је произведен у више од 1.000 примерака и придружио се Боинговим авионима 747, 767 и 777, јединим широкотрупцима до тада продатим у више од 1000 примерака. Јула 2014. године укупно је било поручено 1.342 примерка летелице од којих је 1.106 испоручено.
На Ваздухопловном Експоу Кина (Пекиншком ваздухопловном скупу), 25. септембра 2013. године, Ербас је изјавио да ће развити варијанту за регионалне и домаће руте, која захтевају велики интензитет и које су настањене великом популацијом где се саобраћај константно динамичан. Кина и Индија су предвиђене као главно тржиште. Ова варијанта би могла да понесе до 400 путника. Ефикасност би била повећана, али не у великој мери због додатних седишта и повећане масе. На релативно кратким, рутама високог интензитета, А330 би био конкурент ускотрупним путничким авионима. Иако оперативни трошкови нису много већи у односу на Боинг 737 и Ербас A321, A320neo и 737 MAX су доста ефикаснији. Коришћење A330 је једини начин да се повећа капацитет на рутама које не дозвољавају повећање интензитета. Први поручилац ове варијанте је била Саудија, која га је поручила на Ваздухопловном скупу у Паризу, 2015. године.
Децембра 2014. године Ербас је због мањка поруџбина одлучио да смањи производњу са 10, на 9 примерка месечно. Ербас није искључио резање других производних трошкова. Ова изјава је изазвала пад вредности деоница Ербас групе, јер је проток кеша и нето зарада умногоме зависила од програма A330. Ербас је фебруара 2015. године опет најавио смањење од првог квартала 2016. производиће се 6 примерака месечно. Тиме је производња A330ceo продужена до јула 2017. године и Ербас планира да прелаз производње на A330neo буде без проблема. Планови су да A330neo почне да се производи у пролеће 2017. године.

## Варијанте

### 330-200
Ербас 330-200 је скраћена варијанта летелице, са дужим долетом, која је ушла у службу 1998. године. Прва авио-компанија која је користила овај авион била је Коријан ер. Долет са 253 путника у три класе је износио приближно 13.400 km. Труп A330-200 је био краћи од оригиналног A333 за 10 рамова. Као компромис због мањег обртног момента и краћег трупа, вертикални стабилизатор је имао висину већу за 104 cm у односу на A333. Крило Ербаса 330-200 је такође било модификовано у односу на A333. Структурално ојачавање крила је омогућило да се максимална полетна маса увећа на 229,8 тона. Понуда при избору мотора је слична оној са A333. Будући купци су могли да бирају између Џенерал електриковог CF6-80E1, Прат & Витнијевог 4000 и Ролс-Ројсовог мотора Трент 700. Запремина резервоара за гориво је повећана на 139.100 L, тако што је додат још један резервоар у средини трупа (у пракси тада већ примењено на A340).
У 2008. години, Ербас је објавио планове за нову варијанту са већом полетном масом, која би била конкуренција Боингу 787 Дримлајнеру. Нова варијанта 330-200HGW је имала максималну полетну масу повећану за 5 тона, што је омогућило да се долет повећа за 560 километара и терет за 3,4 тоне. Корејан Ер је била прва авио-компанија која је ову варијанту имала у својој флоти 2010. године када су испоруке почеле, а уједно је и прва која је поручила ову варијанту (27. фебруара 2009. године).
Средином 2012. године, Ербас је разматрао још једну варијанту A332, чија ће максимална полетна маса бити повећана за 2 тоне на укупно 240 тона, што би омогућило да се долет повећа за 500 километара и да авион понесе додатни терет од 2,5 тона. Побољшања мотора и аеродинамике ове варијанте би омогућила смањења потрошње за 2%. У новембру 2012. објављено је да ће укупна маса бити повећана за још 2 тоне на 242 тоне, што би омогућило да се долет повећа за приближно 650 километара у односу на првобитну варијанту масе од 238 тона.
До јула 2015. године, 625 Ербаса A332 је било поручено, од којих је 568 испоручено, а 560 је у служби. Цена ове летелице износи 206 милиона евра. Варијанта A332 је на тржишту конкурент Боинговим летелицама 767-300ER/400ER и Дримлајнеру.

#### 330
Под именом ACJ330 се производи приватан авион заснован на Ербасу A330-200. Овај авион се прво звао A330 Престиж. Доступан је богатијим купцима, који желе да користе A330 као пословни авион. Овај авион најчешће има конфигурацију која прима 25 путника и има долет од 14.800 km. Мотори који се користе производе потусак од 303 до 316 kN и има капацитет за гориво од 139.090 l.

#### 330-200
Ербас 330-200F је теретна варијанта заснована на A332, способна да понесе до 65  терета са долетом од 7.400 km, или 70  терета са долетом од 5.900 km. Како би се олакшао транспорт терета у авион, нос и стајни трап морали су бити реконструисани. Искоришћен је исти стајни трап као и на A332, али су причврсне тачке биле постављене нешто ниже, те је због тога нос морао да буде измењен како би могао да прими прерађени предњи стајни трап. Потисак производе два мотора и потенцијални купци имају избор између Прат & Витнијевог PW4000 те Ролс-Ројсовог Трента 700. Џенерал електрик нема у понуди мотор за ову варијанту.
У јануару 2014, Ербас је доставио 25 летелица овог типа, док је 14 предвиђено да буде испоручено. Цена једне летелице износи око 182 милиона евра. По величини, A332F налази се између Боинга 767-300 и 777, па би се могло рећи да су му то главни конкуренти на тржишту.

#### Ербас330
Ербас A330 MRTT (енгл. Multi Role Tanker Transport) је војна варијанта заснована на Ербасу A330-200 која се користи за различите војне операције, а најчешће танкирање авиона у ваздуху и стратешки транспорт. У новембру 2014. године, укупно је било поручено 46 примерака ове летелице од стране ваздушних снага Аустралије, Француске, Саудијске Арабије, Сингапура, УАЕ и Уједињеног Краљевства.
Ербас A330 MRTT има максималан капацитет горива од 111.000 kg без додатних резервоара за гориво, што оставља простор за терет масе до 45.000 kg. Крила имају структуру сличну оној на четворомоторном Ербасу A340-200/-300. Крило је ојачано и спроведен је систем цеви за гориво којим се танкирају други авиони у ваздуху. Крило је модификовано како би на одређеним тачкама поставили допремници за гориво.
Ербас A330 MRTT може да понесе до 380 путника у једној класи. Број и распоред седишта се лако може променити за широки спектар војних операција, од превоза трупа до превоза VIP путника. Такође се може користити за операције медицинских евакуација енгл. (Medical Evacuation — Medevac) и може да прими до 130 носила. Као и Ербас A330-200, A330 MRTT има предњи и задњи теретни простор. Теретни простор је модификован тако да може да понесе до 8 војних палета, поред стандардног терета.
Простор за одмор летачког и другог особља се може поставити у предњем делу авиона како би се резервна посада могла заменити са главном и тиме продужити трајање војних операција. Путничка кабина Ербаса A330 MRTT може бити опремљена уклоњивим степеницама које би се користиле за укрцавање и искрцавање трупа када телескопски мостови или опрема за земну подршку нису доступни.
Класичан Ербас A330-200 након склапања напушта производни погон у Тулузу и доставља се Ербасовом војном одсеку у Хетафеу у Шпанији како би се прерадио у A330 MRTT. У Хетафеу се у авиону поставља систем за ваздушно танкирање и инсталира се војна авионика. Шпанске власти су дале сертификат за MRTT октобра 2010. године. Први авион је достављен Аустралији 1. јуна 2011. године. Кватнасове одбрамбене услуге су у име Ербаса на Аеродрому Бризбејн прерадиле остала четири поручена Ербаса 330-200 и они су касније достављени Аустралијским краљевским ваздушним снагама.

#### A330-200/300—2
У 2012. години, Ербас је заједно са компанијом ST Aerospace објавио планове да развије конвертни A330, који би могао бити коришћен као теретни и као путнички авион. Већина конверзија би се вршила у Дрездену у Немачкој. Катар ервејз је показао интерес за овај тип A330-ице. Планирано је да прво у службу уђе A333 2016. године, а затим A332 годину дана касније.
Ербас 330-300P2F може да понесе 60  терета са долетом од 4.000 km, или 61  терета са долетом од 6.600 km са варијанте са већом максималном дозвољеном полетном масом. Ербас A330-200P2F би могао да понесе 59  терета са долетом од 7.400 km. Ербас процењује да ће бити потребно око 900 летелица овог типа у следећих 20 година.

### 330-300
Ербас 330-300 је продужена варијанта Ербаса 300, дуга 63,69 m. Ова варијанта је добила нова крила, стабилизаторе и електричне команде лета. Варијанта 300 може да понесе 295 путника у три путничке класе, 335 путника у две класе, и до максималних 440 у једној путничкој класи. Има долет од 10.500 km. Летелица има велики капацитет за терет, сличан ономе на првим Боинговим 747-. Опремљен је са два мотора и потенцијални купци имају избор између Џенерал електриког CF6—80E, Прат & Витнијевог PW4000 те Ролс Ројсовог Трента 700. Овај авион је у службу ушао 1994. године.
У 2010. години, Ербас је први пут понудио A333 са максималном масом повећаном за 2 тоне на 235 тона. Ово је омогућило да авион повећа свој долет за 222 km и капацитет за терет за 1,2 . Средином 2012. године, Ербас је повећао максималну полетну масу на 240 , што би се у пракси применило средином 2015. године. То би омогућило да се долет повећа за 740 km и капацитет за терет за 5 . Нова побољшања су начињена и на пољу аеродинамике и предвиђено је да се потрошња горива смањи за 2%. У новембру 2012. године, откривено је да ће се максимална маса повећати са 235 на 242 , док ће долет бити повећан за 930 km, на укупно 11.300 km. Ербас је тада први пут открио планове да конструише централни резервоар на варијанти 300.
У септембру 2013. године, Ербас је објавио планове за варијанту са долетом од 5.600 km која би могла да понесе 400 путника. Ова варијанта би се звала A330 Regional и имала би максималну масу од приближно 200 .
У јулу 2015. године, 713 Ербаса A333 је било поручено, од којих је 605 испоручено, а 595 у употреби. Цена једног Ербаса A333 износи око 227 милиона евра.
Конкуренти ове варијанте на тржишту су Боинг 767—400ER, Боинг 777—200/200ER и MD—11.

#### 330-300
Од јула 1999. године сви примерци Ербаса A340 и A330 су добили нове инструменте пилотске кабине. Ербас A330-300 је добио велика побољшања, па је назван A330-300X и/или A330-300E од енглеског „Enhanced” — побољшан. Име ове варијанте се у Ербасу не користи ни званично ни незванично. Сви примерци Ербаса A330 користе нове инструменте у пилотској кабини, али додатно „E” никада није званично придодато имену A330
Ербас је касније почео са коришћењем нових инструмената на Ербасу A330-300, који је имао и већу максималну полетну масу од 230—233 t, где типичан A330-300 има максималну полетну масу од 212 до 217 t и авиону је додат нови централни резервоар за гориво. Ова варијанта се незванично зове A330-300X.
Код варијанте -300X име не подразумева новине на инструментима у пилотској кабини, већ само обухвата повећану максималну полетну масу и повећан долет. Већина примерака Ербаса 330-300 достављених од јула 1999. године су заправо -300X.
Као наследник Ербаса A300-600, су септембру 2013. године предложена је варијанта A330-300 Regional. Главна разлика од своје претече — варијанте -300 је била смањена максимална полетна маса и смањен капацитет за гориво. Ове модификације су учињене како би се смањио стрес на авион повећан честим слетањима/полетањима и како би се смањили аеродромски трошкови. Због смањене максималне полетне масе није било потребно да мотори производе количину потиска као на варијанти -300, што би такође смањило трошкове.
Са 356-400 седишта у авиону, трошкови по седишту би били сличним онима на Ербасу A321. Ова варијанта је предвођена да буде коришћена на тржиштима као што су кинеско и индијско, где се Ербасове 330-ице дугог долета, користе на кратким и средњим рутама.
Ербас 330-300 Regional би такође имао модернизовану пилотску кабину и инструменте и добио би прозирни дисплеј између пилота и ветробрана (енгл. Head-up display). Полетна маса износи око 200 t, а долет око 5500 km.
Прва авио компанија која је поручила овај авион је била Саудија из Саудијске Арабије.
На ваздухопловном сусрету Ле Бурже у Паризу 2007. године Ербас је изјавио да је компанија Интрипид авиејшн (енгл. Intrepid Aviation) изразила интерес за теретном варијантом која би била развијена од Ербаса A330-300. По неким информацијама, авио компаније које се баве превозом терета: Федекс, Де-Ха-Ел и Ју-Пи-Ес ерлајнс истражују могућност развоја теретне варијанте из варијанте -300. Никакви датуми званично још нису потврђени.

### 330
Од 2011. године, неке авио-компаније изразиле су жељу за A330-ицом са новим моторима. Ер Азија је била једна од предлагача овог пројекта. 14. јула 2014. године, Ербас је званично отпочео Ербас A330neo програм на ваздушном скупу у Фарнбороу. Биће развијене две варијанте Ербаса A330neo како би замениле тренутне две путничке верзије у употреби.
Ербас би користио Ролс-Ројсове Трент 7000 моторе и авион би имао већи распон крила за 3,7 m. Авион ће попримити нове винглете, сличне онима на 350-ици, савремену путничку кабину са више седишта и побољшаним кокпитом. На скупу у Фарнбороу укупно је потписано 125 споразума о куповини A330neo-а. Највећа поруџбина је пристигла од Ер Азије са 50 примерака A330-900neo модела, а летелица ће у службу ући и први комерцијални лет обавити за Делта ерлајнс. центар

#### 330-800
Ербас A330-800neo је предвиђен да замени Ербас A332. Потисак ће производити нови Ролс-Ројсови мотори Трент 7000 и имаће винглете попут оних на 350-ици. Планови су да овај авион уђе у службу крајем 2017. или почетком 2018. године са Хавајан ерлајнсом.

#### 330-900
Ербас A330-900neo је предвиђен као директна замена за A330-300 у односу на који ће сагоревати 14% мање горива по седишту на лету од 7.400 km и моћи да понесе 10 путника више захваљујући новом распореду ентеријера. Попут A330-800neo, и 900-ица ће бити опремљена Ролс-Ројсовим мотором Трент 7000 који производи 320  потиска. Планирано је да A330-900neo уђе у службу 2017. године са Делта ерлајнсом. Делта ерлајнс је прва компанија која је поручила A330neo, и то 25 летелица.

### Белуга
Ербас је у новембру 2014. почео развој варијанте која би заменила Белугу. Овај варијанта је базирана на Ербасу A330-200, али ће авион бити потпуно реконструисан. Планирано је да се развој пројекта заврши до 2020. године. Као и претходник, нови авион назван „Белуга XL” користио би се за транспорт делова авиона између Ербасових производних погона у Европи. Планирано је да се прво произведе 5 примерка, како би замениле оне из 1994. године.
Ербас ће конструисати авион тако да буде способан да понесе додатан терет, што ће бити потребно због обима производње Ербаса 350 . Због нове конструкције Белуга ће бити способна да истовремено превози два крила Ербаса 350 .
Још један разлог за реконструкцију је кратка писта аеродрома који се користи за опслуживање потреба фабрике у Броутону у Велсу.

### Неразвијене варијанте

#### 330-200
Како би био конкурентан Боинговом програму 77, Ербас је у 2004. години понудио варијанту 330-200Lite. Као што име говори, ова варијанта би имала мању максималну полетну масу од 202 , била би опремљена новим моторима мање снаге и имала би долет од 7.400 km. Понуда се првенствено односила на Сингапур ерлајнс, компанију која је желела да замени своје летелице типа Ербас A310-300. Такође је планирано да ова варијанта замени Ербас A300-600 и старије примерке Боинга 767. Авио-компаније нису биле задовољне и заинтересоване за овај Ербасов пројекат, па је одлучено да се развије нови пројекат назван Ербас A350 XWB.

#### 330-300
Ербас је у 2000. години проучавао развој варијанте која би имала већу масу у односу на A333. Названа је A330-300HGW. Имала је максималну полетну масу од 240 , 7 тона већу од оригиналног A333. Ова варијанта би имала ојачана крила и додатан резервоар горива у средишњем делу трупа, капацитета од 41.600 . Интерес за овом варијантом је изразила Међународна закупна финансијска корпорација, која је сматрала да би ова варијанта бити могла коришћена не летовима између запада САД и Европе, с обзиром на долет од преко 11.000 km.
Понуда мотора је иста попут оне на осталим путничким варијантама A330-ице. Ербас је такође узео у обзир и коришћење новог мотора Енџин алијанс GP7000, чиме би ово била једина примена мотора на двомоторној летелици. Варијанта 300HGW је требало да уђе у службу 2004. године. Програм никада заправо није ни отпочет, а полако је и нестајао. Ова варијанта од 240  се тек касније појавила на авио-скупу у Фарнбороу, 2012. године. Опција са већом полетном масом је могла да се примени и на варијанти 300 и на варијанти 200. У новембру 2012. године, максимална полетна маса је повећана на 242  и планирано је да авион уђе у службу средином 2015. са Делта ерлајнсом. A330neo такође користи ову максималну полетну масу.

#### A330-500(100)
Ербас A330-500, такође познат као и A330-100, била је предложена смањена варијанта Ербаса A330-200. Планови су први пут били откривени на авио-скупу у Фарнбороу 2000. године. Планирано је да се уклоне 4 рама из трупа испред крила и 4 рама иза крила. Ово би омогућило да авион понесе 222 путника. Максимална полетна маса је планирана на око 228  (5  мање него A330-200), што би омогућило долет од 12.970 km. Лакша варијанта од 195  би имала долет од 8.060 km. Ова летелица би била 5% економичнија у односу на A300-600 и користила би два мотора CF6-80G2, PW4000 или Трент 500.
Потенцијални купци би били Међународна закупна финансијска корпорација, Си-Ај-Ти ероспејс, Луфтханза и Хепиг-Лојд. Последње две компаније су преферирале варијанту са краћим долетом због тога што је више одговарала њиховим мрежама рута. Сингапур ерлајнс је такође био потенцијални купац јер му је требала замена за 310. Ербас је планирао да конструкцијски планови буду завршени до краја 2001. године. Први лет је планиран у у другој половини 2003. и планирано је да авион уђе у службу годину дана касније. Програм је касније напуштен и заборављен, понајвише због мањка интереса код потенцијалних купаца.

## Оператери
До августа 2015. године било је 1.197 примерака свих варијанти A330-ице у служби, укључујући 563 примерка модела 200, 32 примерка модела 200F те 602 примерка модела 300. Највећи оператери су били Теркиш ерлајнс (52), Ер Чајна (49), Чајна истерн ерлајнс (49) и Катеј пацифик (43).

### Поруџбине и испоруке
|           | Поруџбине | Поруџбине | Испоруке | Испоруке | Испоруке | Испоруке | Испоруке | Испоруке | Испоруке | Испоруке | Испоруке | Испоруке | Испоруке | Испоруке | Испоруке | Испоруке | Испоруке | Испоруке | Испоруке | Испоруке | Испоруке | Испоруке | Испоруке | Испоруке | Испоруке | Испоруке |
| Варијанта | Укупно    | Остало    | Укупно   | 2015     | 2014     | 2013     | 2012     | 2011     | 2010     | 2009     | 2008     | 2007     | 2006     | 2005     | 2004     | 2003     | 2002     | 2001     | 2000     | 1999     | 1998     | 1997     | 1996     | 1995     | 1994     | 1993     |
| --------- | --------- | --------- | -------- | -------- | -------- | -------- | -------- | -------- | -------- | -------- | -------- | -------- | -------- | -------- | -------- | -------- | -------- | -------- | -------- | -------- | -------- | -------- | -------- | -------- | -------- | -------- |
| 330-200   | 630       | 59        | 571      | 19       | 28       | 43       | 37       | 40       | 32       | 38       | 49       | 42       | 39       | 29       | 25       | 19       | 36       | 16       | 27       | 40       | 12       |          |          |          |          |          |
| 330-200   | 42        | 10        | 32       | 2        | 5        | 8        | 8        | 4        | 5        |          |          |          |          |          |          |          |          |          |          |          |          |          |          |          |          |          |
| 330-300   | 731       | 119       | 612      | 40       | 75       | 57       | 56       | 43       | 50       | 38       | 23       | 26       | 23       | 27       | 22       | 12       | 6        | 19       | 16       | 4        | 11       | 14       | 10       | 30       | 9        | 1        |
| 330-800   | 10        | 10        | 0        |          |          |          |          |          |          |          |          |          |          |          |          |          |          |          |          |          |          |          |          |          |          |          |
| 330-900   | 135       | 135       | 0        |          |          |          |          |          |          |          |          |          |          |          |          |          |          |          |          |          |          |          |          |          |          |          |
| Укупно    | 1,548     | 333       | 1,215    | 61       | 108      | 108      | 101      | 87       | 87       | 76       | 72       | 68       | 62       | 56       | 47       | 31       | 42       | 35       | 43       | 44       | 23       | 14       | 10       | 30       | 9        | 1        |

 Подаци са краја августа 2015. године.
| Цена примерка(у милионима долара) | 330-200                    | 330-200                    | 330-300                    |
| --------------------------------- | -------------------------- | -------------------------- | -------------------------- |
| 2008. 2010. 2014.                 | 176,3 до 185,5 191,4 221,7 | 180,6 до 187,7 194,8 224,8 | 195,9 до 205,7 212,4 245,6 |

## Инциденти и несреће
Закључно са августом 2014. године, Ербас A330 је имао 19 већих несрећа, од којих се 8 авиона срушило, док су два била предмет отмице. Укупно је било 339 погинулих.
Први удес се догодио током пробног лета Ербаса 330-300 30. јуна 1994. године надомак Тулуза. Удес се догодио током симулације успона, при којој је један мотор отказао (који је био намерно онеспособљен). Након ове несреће Ербас је предложио својим купцима да приликом оваквих ситуација у реалним условима пилот преузме контроле над авионом и онеспособи аутоматског пилота. У овој несрећи погинуло је 7 људи.
Ербас A330-300 у власништву Малејша ерлајнса је на 15. март 2000. године претрпео велику штету када је корозивна хемикалија која је била погрешно означена дошла у контакт са трупом. Авион је касније био отписан.
Други удес Ербаса A330 се догодио 1. јуна 2009. године када се авион који је саобраћао на Ер Франсовом лету 447. Авион је летео од Рио де Жанеира до Париза са 228 путника и срушио се у Атлантски океан. Авион се срушио 640–800 km северно од архипелага Фернандо де Нороња. Питотове цеви које су заказале су прве биле испитане током истраге. Коришћене питотове цеви су се већ показале као непоуздане током нижих температура на већим висинама. У јулу 2009. године Ербас је предложио свим оператерима Ербаса 330&A340 да замене питотове цеви које производе компанија Талес, са онима које производи компанија Гудрич. Истрага је показала да се авион срушио због неадекватних реакција пилота и копилота, губитка брзине и погрешних података питотових цеви што је деактивирало аутопилот; То је резултовало уласком авиона у аеродинамичко понирање. Нико није преживео несрећу.
На лету 771 Африкија ервејза 12. маја 2010. године, Ербас A330-200 се срушио надомак Аеродрома Триполи приликом приласка аеродрому у Либији. Авион који је полетео са Аеродрома Јоханезбург из Јужне Африке. Сва 104 путника осим деветогодишњег дечака из Холандије су погинули. Истрага је показала да се авион срушио због грешке пилота.
Ербас A330 је био предмет отмице у два случаја од којих је у једној страдао само отмичар.
Авион који је саобраћао на лету 812 Филипин ерлајнса је отет на 25. мај 2000. године. Отмица се завршила што је након пљачке отмичар отворио задња врата, намеравајући да искочи са падобраном који је сам направио, али га је члан кабинског особља гурнуо из авиона пре него што се припремио за скок са 1800 m. Сматра се да је отмичар преживео пад, али да је преминуо заглављен у блату у које је упао.
Лет 689 Сабене је саобраћао од Брисела до Абиџана 13. октобра 2000. године. Отмичар је био Нигеријски држављанин који је у том тренутку бивао депортован. Авион је био приморан да слети на Аеродром Малага, где је шпанска полиција савладала отмичара. Није било страдалих.
Тамилски тигрови су током цивилног рата у Шри Ланци између осталих цивилних и војних авиона на Аеродрому Коломбо оштетили два Ербаса A330 од којих је један уништен експлозивом, а други резервоаром за гориво који је експлодирао.
Кабинско особље и путници на Нортвестовом лету 253 су савладали путника који је планирао да активира експлозив који је унео у свом доњем вешу. Инцидент се догодио 25. децембра 2009. године, а на лету је саобраћао Ербас A330-300. Није било страдалих.
Два Ербаса A330 су била предмет инцидента током лета.
Лет 236 Ер Трансата који је летео између Торонта и Лисабона 24. августа 2001. године је морао принудно да слети у војну базу на Азорним острвима у Атлантском океану због примећеног цурења горива из резервоара. Авион је 15 минута пред слетање остао без горива, али је успео да стигне до Азорних острва где се и приземљио. Страдалих није било, али је 18 путника претрпело мање повреде.
Ербас 330-300 који је 7. октобра 2008. године саобраћао на Квантасовом лету 72, почео је нагло да пропада и да се нагиње надоле без икаквих команди пилота за те маневре. Инцидент се догодио 150 km од базе Леармонт у западној Аустралији. Након што је проглашено ванредно стање, авион је касније безбедно слетео у базу. У овом инциденту повређено је 106 људи, од којих је 14 имало озбиљне повреде. Касније је утврђено да је инцидент изазвао ограничени рачунарски софтвер на авиону.
Катеј пацификов лет 780 на коме је саобраћао A330, је морао да слети са оба мотора угашена због горива које је било контаминирано. Инцидент се догодио 13. априла 2010. године док је авион летео од Сурабаје до Хонгконга. Од 309 путника, 57 је претрпело повреде. Пилот и копилот су касније награђени за показано херојство.
A330 Либијан ерлајнса је 15. јула 2014. године — на Аеродрому Триполи — оштећен мецима приликом немира у Либији. Два Ербаса A330 у власништву Африкија ервејза, 20. јула 2014. године погодиле су ракетне гранате. Један је био потпуно уништен у пожару који је уследио.

## Спецификације
| | 330-200 | 330-200 | 330-300 |           |
| --- | --- | --- | --- | --------- |
| Минималан број чланова посаде                                                                          | два | два | два |           |
| Капацитет седишта (типично)                                                                            | 253 (класа 3) 293 (класа 2) 375: (опционо) 406                                                                                         | 12 (места за курире) | 295 (класа 3) 335 (класа 2) 375: (опционо) 440                                                                                         |           |
| Дужина                                                                                                 | 58,82 | 58,82 | 63,69 m |           |
| Распон крила                                                                                           | 60,3 | 60,3 | 60,3 |           |
| Површина крила                                                                                         | 361,6 ² | 361,6 ² | 361,6 ² |           |
| Однос ширине и висине                                                                                  | 1 × 10,06 | 1 × 10,06 | 1 × 10,06 | 1 × 10,06 |
| Поставни угао крила                                                                                    | 30° | 30° | 30° |           |
| Висина репа                                                                                            | 17,39 m | 16,90 | 16,83 |           |
| Ширина кабине                                                                                          | 5,28 | 5,28 | 5,28 |           |
| Ширина седишта                                                                                         | 45,7 за 8 редно постављених седишта (стандардна економска класа) или: 41,9 за 9 редно постављених седишта („згуснута” економска класа) | 45,7 за 8 редно постављених седишта (стандардна економска класа) или: 41,9 за 9 редно постављених седишта („згуснута” економска класа) | 45,7 за 8 редно постављених седишта (стандардна економска класа) или: 41,9 за 9 редно постављених седишта („згуснута” економска класа) |           |
| Ширина трупа                                                                                           | 5,64 | 5,64 | 5,64 |           |
| Капацитет за пртљаг/терет                                                                              | 136 ³ | 475 ³ 70 / до 12 курира | 162,8 ³ |           |
| Максимална маса при полетању                                                                           | 242.000 | 233.000 | 242.000 |           |
| Максимална маса при слетању                                                                            | 182.000 | 187.000 | 187.000 |           |
| Маса празног авиона (типично)                                                                          | 119.600 | 109.000 | 124.500 |           |
| Брзина крстарења                                                                                       | 0,82 (871 на висини крстарења од 11.000 )                                                                                              | 0,82 (871 на висини крстарења од 11.000 )                                                                                              | 0,82 (871 на висини крстарења од 11.000 )                                                                                              |           |
| Максимална брзина крстарења                                                                            | 0,86 (913 на висини крстарења од 11.000 )                                                                                              | 0,86 (913 на висини крстарења од 11.000 )                                                                                              | 0,86 (913 на висини крстарења од 11.000 )                                                                                              |           |
| Максимални долет (при пуном оптерећењу)                                                                | 13.400 | 7.400 (65 ) 5.950 (70 ) | 11.300 |           |
| Дужина полетања при максималној маси (ниво мора, , 15,24 чишћења препрека, Ролс-Ројс трент 772B мотори) | 2.770 | 2.580 | 2.770 |           |
| Максимални капацитет за гориво                                                                         | 139.090 | 97.530 | 97.530 |           |
| Плафон лета                                                                                            | 12.527 | 12.527 | 12.527 | 12.527    |
| Максимални плафон лета                                                                                 | 13.000 | 13.000 | 13.000 | 13.000    |
| Мотори (×2) (види испод)                                                                               | Џенерал електрик 6-801 Прат & Витни 4000 Ролс-Ројс Трент 700                                                                           | Прат & Витни 4000 Ролс-Ројс Трент 700                                                                                                  | Џенерал електрик 6-801 Прат & Витни 4000 Ролс-Ројс Трент 700                                                                           |           |
| Потисак (×2)                                                                                           | ПВ: 311 РР: 316 ЏЕ: 320 | ПВ: 311 РР: 316 | ПВ: 311 РР: 316 ЏЕ: 320 |           |

 ИЗВОРИ: Ербас, Прат & Витни, Европска агенција за сигурност авијације/ваздухопловства, Федерална агенција за авијацију/ваздухопловство (енгл. Federal Aviation Agency / FAA), Међународни Каталог
цивилног ваздухопловства

### Попис варијанти авиона
| Варијанта | Датум стицања сертификата | Мотори                            |
| --------- | ------------------------- | --------------------------------- |
| A330—201  | 31. октобар 2002.         | Џенерал Електрик 6—8012           |
| A330—202  | 31. март 1998.            | Џенерал Електрик 6—8014           |
| A330—203  | 20. новембар 2001.        | Џенерал Електрик 6—8013           |
| A330—223  | 13. јул 1998.             | Прат & Витни 4168/4170            |
| A330—223F | 9. април 2010.            | Прат & Витни PW4170 (теретњак)      |
| A330—243  | 11. јануар 1999.          | Ролс Ројс Трент 772/—60           |
| A330—243F | 9. април 2010.            | Ролс Ројс Трент 772B—60 (теретњак) |
| A330—301  | 21. октобар 1993.         | Џенерал Електрик 6—8012           |
| A330—302  | 17. мај 2004.             | Џенерал Електрик 6—8014           |
| A330—303  | 17. мај 2004.             | Џенерал Електрик 6—8013           |
| A330—321  | 2. јун 1994.              | Прат & Витни 4164                 |
| A330—322  | 2. јун 1994.              | Прат & Витни 4168                 |
| A330—323  | 22. април 1999.           | Прат & Витни 4168/4170            |
| A330—341  | 22. децембар 1994.        | Ролс Ројс Трент 768—60            |
| A330—342  | 22. децембар 1994.        | Ролс Ројс Трент 772—60            |
| A330—343  | 13. септембар 1999.       | Ролс Ројс Трент 772/—60           |

### типови авиона
| Назив | Варијанта     |
| ----- | ------------- |
| 332   | Ербас 330-200 |
| 333   | Ербас 330-300 |